# All-USBL Team
All-USBL Team – umowny skład najlepszych zawodników nieistniejącej amerykańskiej ligi koszykówki – United States Basketball League. Po raz pierwszy zaliczono do niego zawodników w inauguracyjnym sezonie 1985. Najlepsi zawodnicy byli wyłaniani poprzez głosowanie trenerów oraz dziennikarzy. Graczy wybierano odpowiednio do pierwszego i drugiego składu. W 2008 roku liga zawiesiła swoją działalność.
All-USBL First Team
1985
- Manute Bol, Rhode Island Gulls
- Kenny Orange, Long Island Knights
- John Williams, Rhode Island Gulls
- Lowes Moore, Westchester Golden Apples
- Tracy Jackson, Springfield Fame

1986
- Jim Lampley, Wildwood Aces
- Don Collins, Tampa Bay Flash
- John Williams, Staten Island Stallions
- Stewart Granger, Wildwood Aces
- Billy Goodwin, Springfield Fame

1987
- Eddie Lee Wilkins, Staten Island Stallions
- Don Collins, Tampa Bay Stars
- Richard Rellford, West Palm Beach Stingrays
- Muggsy Bogues, Rhode Island Gulls
- World B. Free, Miami Tropics

1988
- Michael Brooks, Philadelphia Aces
- Norris Coleman, Jacksonville Hooters
- Mike Jones, Jersey Shore Bucs
- Lewis Lloyd, Philadelphia Aces
- Andre Turner, Miami Tropics

1990
- Alex Roberts, New York Whitecaps
- Lewis Lloyd, Philadelphia Aces
- Randy Henry, Jacksonville Hooters
- Jerry Johnson, Jacksonville Hooters
- Terrance Allen, Palm Beach Stingrays

1991
- Earl Cureton, New Haven Skyhawks
- Norris Coleman, Jacksonville Hooters
- Anthony Mason, Long Island Surf
- Michael Anderson, Philadelphia Spirit
- Wes Matthews, Atlanta Eagles

1992
- Roy Tarpley, Miami Tropics
- Reggie Cross, Palm Beach Stingrays
- Richard Dumas, Miami Tropics
- Jay Edwards, New Haven Skyhawks
- Duane Washington, Miami Tropics

1993
- Darrell Armstrong, Atlanta Eagles
- Mark Brisker, Daytona Beach Hooters
- Khari Jaxon, Palm Beach Stingrays
- Ken Bannister, Miami Tropics
- Fred Lewis, Daytona Beach Hooters

1994
- Darrell Armstrong, Atlanta Trojans
- Mark Brisker, Jacksonville Hooters
- Greg Dennis, Mississippi Coast Gamblers
- Stan Rose, Atlanta Trojans
- Kannard Johnson, Jacksonville Hooters

1995
- Charles Smith, Florida Sharks
- Jerry Reynolds, Atlanta Trojans
- Brent Scott, Miami Tropics
- Travis Williams, Florida Sharks
- Frazier Johnson, Long Island Surf

1996
- Charles Smith, Florida Sharks
- Greg Grant, Atlantic City Seagulls
- Brent Scott, Portland Mountain Cats
- Tom Kleinschmidt, Florida Sharks
- Corey Williams, Long Island Surf

1997
- Herman Alston, Westchester Kings
- Dennis Edwards, Florida Sharks
- Brent Scott, Atlantic City Seagulls
- Tim Moore, Jacksonville Barracudas
- John Strickland, Long Island Surf

1998
- Curt Smith, Washington Congressionals
- Mike Lloyd, Atlantic City Seagulls
- John Strickland, Long Island Surf
- Adrian Griffin, Atlantic City Seagulls
- Tyrone Hopkins, Raleigh Cougars

1999
- Mike Lloyd, Atlantic City Seagulls
- Junie Sanders, Brooklyn Kings
- Adrian Griffin, Atlantic City Seagulls
- Andre Perry, Atlanta Trojans
- Jermaine Walker, Gulf Coast SunDogs

2000
- Sean Colson, Dodge City Legend
- Kwan Johnson, Pennsylvania ValleyDawgs
- Ace Custis, Pennsylvania ValleyDawgs
- Darrin Hancock, Dodge City Legend
- Mark Blount, New Jersey Shorecats

2001
- Aubrey Reese, Oklahoma Storm
- Jermaine Jackson, Kansas Cagerz
- George Evans, Maryland Mustangs
- Andre Perry, Florida Sea Dragons
- Jermaine Walker, Lakeland Blue Ducks

2002
- Greg Jones, St. Joseph Express
- Kwan Johnson, Brevard Blue Ducks
- Johnny Jackson, Kansas Cagerz
- Ira Clark, Oklahoma Storm
- Kenny Gregory, Dodge City Legend

2003
- Kareem Reid, Pennsylvania ValleyDawgs
- Albert Mouring, Oklahoma Storm
- Ace Custis, Pennsylvania ValleyDawgs
- Darrin Hancock, Dodge City Legend
- Johnny Jackson, Kansas Cagerz

2004
- Chudney Gray, Brooklyn Kings
- Jimmie Hunter, Adirondack Wildcats
- Immanuel McElroy, Dodge City Legend
- Patrick Okafor, Oklahoma Storm
- B.J. McFarlan, Brooklyn Kings

2005
- Ebi Ere, Oklahoma Storm
- Anthony Glover, Brooklyn Kings
- B.J. McFarlan, Brooklyn Kings
- Nate Johnson, Kansas Cagerz
- Jermaine Boyette, Dodge City Legend

2006
- Renaldo Major, Dodge City Legend
- Jason Smith, Nebraska Cranes
- Anthony Johnson, Kansas Cagerz
- Brian Chase, Nebraska Cranes
- Quannas White, Oklahoma Storm

2007
- Jamario Moon, Gary Steelheads
- Anthony Richardson, Kansas Cagerz
- Chris Sockwell, Dodge City Legend
- Abduhl Mills, Brooklyn Kings
- Ronald Ross, Albany Patroons

All-USBL Second Team
1985
- Jim Bostic, Westchester Golden Apples
- Larry Lawrence, Springfield Fame
- Joe Dawson, Connecticut Colonials
- Michael Adams, Springfield Fame
- Derrick Rowland, New Jersey Jammers

1986
- Jerome Henderson, Springfield Fame
- Ronnie Valentine, Tampa Bay Flash
- Greg Wendt, Gold Coast Stingrays
- Michael Adams, Springfield Fame

1987
- Hank McDowell, Rhode Island Gulls
- Michael Brooks, Philadelphia Aces
- Norris Coleman, Tampa Bay Stars
- Clinton Wheeler, Miami Tropics

1988
- Darryl Middleton, Long Island Knights
- Richard Rellford, Palm Beach Stingrays
- Cedric Henderson, Jacksonville Hooters
- Bobby Parks, New Haven Skyhawks
- Mitchell Wiggins, Jacksonville Hooters

1990
- Ken McClary, Palm Beach Stingrays
- John Bailey, Palm Beach Stingrays
- Damari Riddick, New Haven Skyhawks
- Shaun McDaniels, New Haven Skyhawks
- Danny Pearson, Jacksonville Hooters

1991
- Tony Costner, Philadelphia Spirit
- Dallas Comegys, Philadelphia Spirit
- Nate Johnston, Suncoast Sunblasters
- Paul Graham, Philadelphia Spirit
- Tharon Mayes, New Haven Skyhawks

1992
- Derrall Dumas, Jacksonville Hooters
- Kenny Miller, New Jersey Jammers
- Anthony Pullard, New Haven Skyhawks
- Michael Anderson, Philadelphia Spirit
- Darrell Armstrong, Atlanta Eagles
- Lloyd Daniels, Long Island Surf

1993
- Elmer Anderson, Westchester Stallions
- Luther Burks, Miami Tropics
- Cliff Robinson, Miami Tropics
- Sebastian Neal, Westchester Stallions
- Stan Rose, Atlanta Eagles

1994
- Jean Prioleau, Long Island Surf
- Anderson Hunt, Miami Tropics
- Keith Lee, Memphis Fire
- Kermit Holmes, Westchester Stallions
- Joe Harvell, Memphis Fire

1995
- Derrick Canada, Connecticut Skyhawks
- Steve Worthy, Jersey Turnpikes
- Dan O’Sullivan, Jersey Turnpikes
- Sylvester Gray, Florida Sharks
- Herman Alston, Long Island Surf

1996
- Kevin Ollie, Connecticut Skyhawks
- Sean Green, Portland Mountain Cats
- Mark Strickland, Atlantic City Seagulls
- Ron Anderson, Atlantic City Seagulls
- Mike Hackett, Jacksonville Barracudas

1997
- Jerry McCullough, New Hampshire Thunder Loons
- LaMark Baker, Atlantic City Seagulls
- Kevin Ollie, Connecticut Skyhawks
- Donzell Rush, Tampa Bay Windjammers
- Ochiel Swaby, Tampa Bay Windjammers

1998
- Seth Marshall, Connecticut Skyhawks
- Silas Mills, Long Island Surf
- Tunji Awojobi, New Jersey Shorecats
- Ochiel Swaby, Tampa Bay Windjammers
- Andre Perry, Atlanta Trojans

1999
- Rasaun Young, Connecticut Skyhawks
- Curt Smith, Connecticut Skyhawks
- Ray Hairston, Kansas Cagerz
- Ace Custis, Pennsylvania ValleyDawgs
- George Banks, Tampa Bay Windjammers

2000
- Artie Griffin, Dodge City Legend
- Bryant Basemore, Kansas Cagerz
- Andre Perry, Florida Sun Dogs
- Willie Burton, Oklahoma Storm
- Raphael Edwards, Atlantic City Seagulls

2001
- Kareem Reid, Pennsylvania ValleyDawgs
- Dominick Young, Kansas Cagerz
- Kelvin Price, Dodge City Legend
- Gregory Springfield, Brooklyn Kings
- Johnny Jackson, Kansas Cagerz

2002
- Todd Myles, Brooklyn Kings
- Cory Hightower, Pennsylvania ValleyDawgs
- Fred House, Adirondack Wildcats
- Gary Williams, Kansas Cagerz
- Oliver Miller, Dodge City Legend

2003
- Lenny Cooke, Brooklyn Kings
- Olden Polynice, Pennsylvania ValleyDawgs
- Kevin Freeman, Westchester Wildfire
- Lee Benson, Kansas Cagerz
- Antonio Smith, Dodge City Legend

2004
- Lamont Turner, Oklahoma Storm
- Tyson Patterson, Florence Flyers
- Jermaine Boyette, Adirondack Wildcats
- Mike Campbell, Brooklyn Kings
- Bryan Bracey, Cedar Rapids River Raiders

2005
- Renaldo Major, Dodge City Legend
- Mike Mackell, Oklahoma Storm
- Roderick Riley, Pennsylvania ValleyDawgs
- Larry House, Nebraska Cranes
- Joe Adkins, Oklahoma Storm

2006
- Anthony Glover, Brooklyn Kings
- Terrance Johnson, Oklahoma Storm
- Alex Sanders, Nebraska Cranes
- Chris Sandy, Brooklyn Kings
- Nate Johnson, Kansas Cagerz

2007
- Brian Lubeck, Dodge City Legend
- Cory Hightower, Albany Patroons
- Marcus Campbell, Kansas Cagerz
- Kareem Reid, Albany Patroons
- Anthony Johnson, Kansas Cagerz